# 2,2-Dimethylbutan
2,2-Dimethylbutan ist eine chemische Verbindung aus der Gruppe der aliphatischen gesättigten Kohlenwasserstoffe. Es ist eines der fünf Strukturisomeren des Hexans. Es verfügt wie das Neopentan über ein quartäres Kohlenstoffatom.

## Gewinnung und Darstellung
2,2-Dimethylbutan kann durch Hydroisomerisierung von 2,3-Dimethylbutan in Gegenwart eines Katalysators gewonnen werden.

## Eigenschaften
2,2-Dimethylbutan ist eine sehr leicht flüchtige, farblose Flüssigkeit mit phenolartigem Geruch, welche praktisch unlöslich in Wasser ist.

### Sicherheitstechnische Kenngrößen
2,2-Dimethylbutan  bildet leicht entzündliche Dampf-Luft-Gemische. Die Verbindung hat einen Flammpunkt von −48 °C.  Der Explosionsbereich liegt zwischen 1,2 Vol.‑% (40 g/m3) als untere Explosionsgrenze (UEG) und 7 Vol.‑% (260 g/m3) als obere Explosionsgrenze (OEG). Die Mindestzündenergie wurde mit 0,25 mJ bestimmt. Die Zündtemperatur beträgt 435 °C. Der Stoff fällt somit in die Temperaturklasse T2.

## Verwendung
2,2-Dimethylbutan ist in Auto- und Flugzeugkraftstoffen zur Erhöhung der Octanzahl enthalten.